# Танкова дивізія «Гольштейн»
Танкова дивізія «Гольштейн» (нім. Panzer-Division «Holstein») — танкова дивізія вермахту в Другій світовій війні.

## Історія
Сформована в лютому 1945 року в районі Гів'ї — Хорсенс — Орхус (Ютландія) на основі частин 233-й резервної танкової дивізії і резервів 2-го військового округу. Спочатку дивізія іменувалася «Бойова група танкової дивізії „Гольштейн“» і перебувала під управлінням командира 233-ї резервної танкової дивізії Макса Фремерая. Дивізія «Гольштейн» мала у своєму складі всього 45 танків і 80 бронетранспортерів: у кілька разів менше, ніж у звичайній танкової дивізії вермахту.
Дивізія була терміново кинута в лютневий наступ на Штаргард; після поразки обороняла Кольберг і вирвалася з оточення в останній момент. Пізніше у складі 3-ї танкової армії утримувала західний берег Одера північніше Штеттина. У цей момент у дивізії залишалося лише 18 танків і 20—25 бронетранспортерів. Через кілька днів основна частина дивізії увійшла до складу 18-ї танково-гренадерської дивізії, а штаб вирушив до Лауенбурга, де на його основі сформували танкову дивізію «Клаузевіц». Деякі невеликі підрозділи дивізії повернулися в Данію до складу 233-ї резервної танкової дивізії.

## Командувачі
- Генерал-лейтенант Макс Фремерай
- Полковник Ернст Веллман

## Бойовий склад
- 44-й танковий батальйон (колишній 5-й резервний; 3 роти Pz IV, 1 рота StuG IV)
- 139-й моторизований полк (колишній 83-й резервний моторизований; 2 батальйону)
- 142-й моторизований полк (колишній 3-й резервний моторизований; 3 батальйону)
- 144-й танковий артилерійський полк (колишній 59-й резервний танковий артилерійський дивізіон, 3 батареї легкої артилерії)
- 44-й танковий розвідувальний батальйон
- 144-й дивізіон винищувачів танків
- 144-й танковий саперний батальйон (колишній 208-й резервний)
- 144-й танковий батальйон зв'язку (колишня 1233-а танкова рота зв'язку)